# Ignacio Martín
Ignacio Martín (15 de outubro de 1983) é um jogador de rugby sevens espanhol.

## Carreira
Ignacio Martín integrou o elenco da Seleção Espanhola de Rugbi de Sevens, na Rio 2016, que foi 10º colocada.